# Antonio Johnson

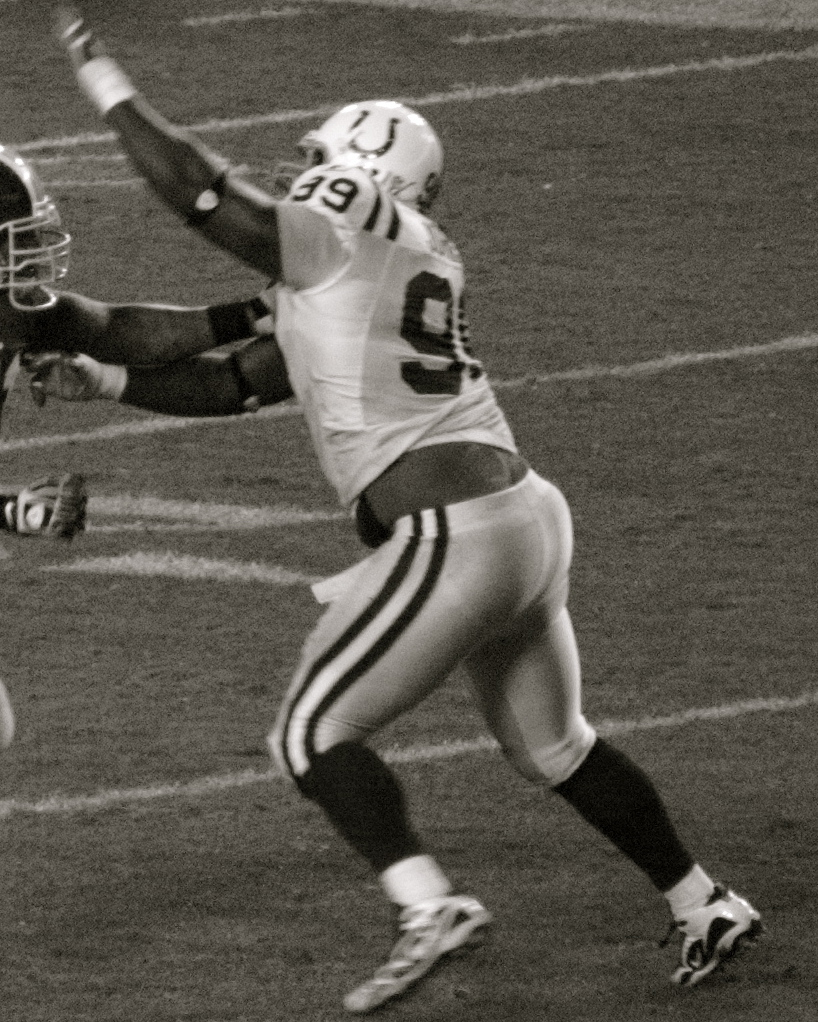
Antonio Johnson

Antonio Rico Johnson (8 de dezembro de 1984, Greenville, Mississippi) é um ex jogador de futebol americano que atuava na posição de defensive tackle na National Football League.

## Carreira Universitária
Johnson jogou futebol americano pela Mississippi State. Ele jogou como DT por essa faculdade entre 2003 e 2006 sendo nomeado 2 vezes All-America. 

## NFL

### Tennessee Titans
O Tennessee Titans selecionou Antonio Johnson na quinta rodada do Draft de 2007 como pick n° 152. Em agosto de 2007, durante o training camp, Johnson sofreu um rompimento do ligamento cruzado anterior no joelho o que o fez perder toda a sua rookie season.
Johnson passou as primeiras 9 semanas da temporada regular de 2008 da liga no practice squad antes de ser finalmente dispensado pelos Titans.

### Indianapolis Colts
Johnson assinou um contrato com os Indianapolis Colts no dia 4 de novembro de 2009 saindo do practice squad dos Titans.
Como profissional na NFL, Antonio Johnson fez apenas 121 tackles em 67 jogos em que ele participou.

### Tennessee Titans
Ele acabou retornando aos Titans em maio de 2013.

### New England Patriots
Em dezembro de 2014, assinou um contrato com os Patriots para ser parte do time de treino da equipe em 2015.

## Ligações Externas
- Indianapolis Colts bio
- Mississippi State Bulldogs bio
- Tennessee Titans bio